# Ametit
Ametit (tiếng Anh: amethyst) hay còn gọi là thạch anh tím, ngọc tím hay tử ngọc là một loại thạch anh màu tím, thường được sử dụng làm đồ trang sức. Tên gọi xuất phát từ Hy Lạp cổ đại a- ("không") và methustos ("say"), người ta tin rằng người đeo nó sẽ được bảo vệ không bị say rượu.

## Truyền thuyết
Trong tiếng Hy Lạp từ amethystos (αμέθυστος) có thể được dịch là "không bị say". Ametit còn được xem là một loại thuốc có thể chống lại sự say rượu, đều này giải thích tại sao các cốc uống rượu thường khảm ametit vào. Trong Thần thoại Hi Lạp, Dionysus, vị thần của rượu theo đuổi một thiếu nữ có tên là Amethystos nhưng nàng đã từ chối tình cảm của ông. Amethystos van xin các vị thần để giữ gìn sự trong trắng,và Artemis xuất hiện, biến cô thành một viên đá màu trắng. Tức giận vì ý định bảo vệ sự trong trắng của Amethystos, Dionysus đổ rượu vào viên đá, làm nó đổi thành viên pha lê màu đỏ tía. Một phiên bản khác cho rằng nữ thần Rhea tặng Dionysus viên đá ametit để giữ gìn sự đúng mực của người uống rượu.

## Tính chất hóa học
Ametit là loại thạch anh màu tím ánh hồng nhạt đến tía sẫm, có công thức hóa học là SiO2. Ametit có thể thể hiện một hoặc cả hai màu thứ cấp là đỏ hoặc xanh lam.
Trong thế kỷ 20, màu của ametit được coi là do sự có mặt của mangan. Tuy nhiên, do màu của nó có thể bị thay đổi hoàn toàn thậm chí mất màu khi nung. Vì vậy, người ta nghĩ rằng nó có nguồn gốc từ các chất hữu cơ. Thyocyanat sắt III được cho là có mặt trong ametit và lưu huỳnh cũng được tìm thấy trong khoáng vật này.
Các công trình gần đây cho thấy màu của ametit là do có lẫn tạp chất sắt III. Các nghiên cứu sâu hơn cho thấy sự tương tác phức tạp của sắt và nhôm sẽ tạo nên màu.
Khi nung nóng ametit thường chuyển thành màu vàng, và hầu hết citrine, cairngorm của ngành kim hoàn đá quý được coi đơn giản chỉ là "ametit được gia nhiệt". Thạch anh ametit có xu hướng bị mất màu khi bị lộ ra mặt đất.
Ametit tổng hợp rất giống với ametit chất lượng cao. Các đặc điểm hóa học và vật lý đều rất giống với ametit tự nhiên nên rất khó phân biệt một cách chính xác trừ khi dùng những thử nghiệm đá quý học cao cấp tốn kém. Thử nghiệm dựa trên quy luật sinh đôi tên "Brazil law twinning" (một dạng của thạch anh sinh đôi, khi đó cấu trúc thạch anh phải và trái được liên kết tạo thành một tinh thể duy nhất được sử dụng để xác định ametit tổng hợp sẽ dễ dàng hơn. Tuy nhiên về mặc lý thuyết, người ta có thể tạo ra vật liệu tổng hợp này nhưng khó mà tạo ra được với số lượng lớn để cung cấp cho thị trường.

## Cấu tạo
Ametit được cấu tạo bởi sự chồng xếp so le bất quy tắc của thạch anh phải (thạch anh anpha) và trái (thạch anh beta), nên cấu trúc này có thể chịu được lực cơ học.
Do có độ cứng là 7 theo thang độ cứng Mohs, ametit thích hợp làm đồ trang sức.

## Lịch sử
Ametit được người Ai Cập cổ đại dùng làm đá quý và khắc khảm. Người Hy Lạp tin rằng ametit có thể chống lại sự say xỉn, trong khi lính châu Âu thời trung cổ đeo ametit để được bảo vệ khi ra chiến trường. Các chuỗi ametit được tìm thấy trong các hầm mộ kiểu Anglo-Saxon tại Anh.
Hốc đá lớn có ametit tinh kết tinh gầm Santa Cruz phía nam Brasil được trưng bày tại triển lãm năm 1902 ở Düsseldorf, Đức.

## Thuật ngữ khác

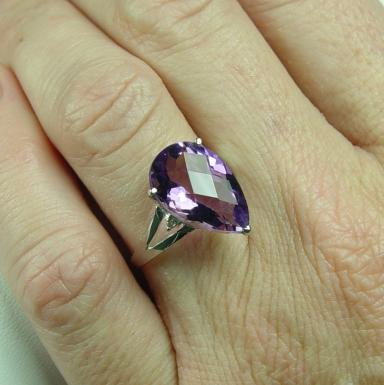
Nhẫn ametit hình quả lê 6 cara (1,2 g). Mặt đá dạng "bàn cờ" thay vì dạng kim cương

Trong giao dịch đá quý người ta sử dụng một số thuật ngữ để mô tả màu của ametit như: "Hoa hồng Pháp" (Rose de France) thường dùng cho loại có màu hồng phớt xanh nhạt (màu hoa oải hương hoặc hoa tử đinh hương). Màu sang trọng nhất là màu tím đậm với ánh đỏ được gọi là "Siberian". Ngoài Siberi, các loại đá quý có màu này thường gặp ở Uruguay và Zambia.

## Phân bố

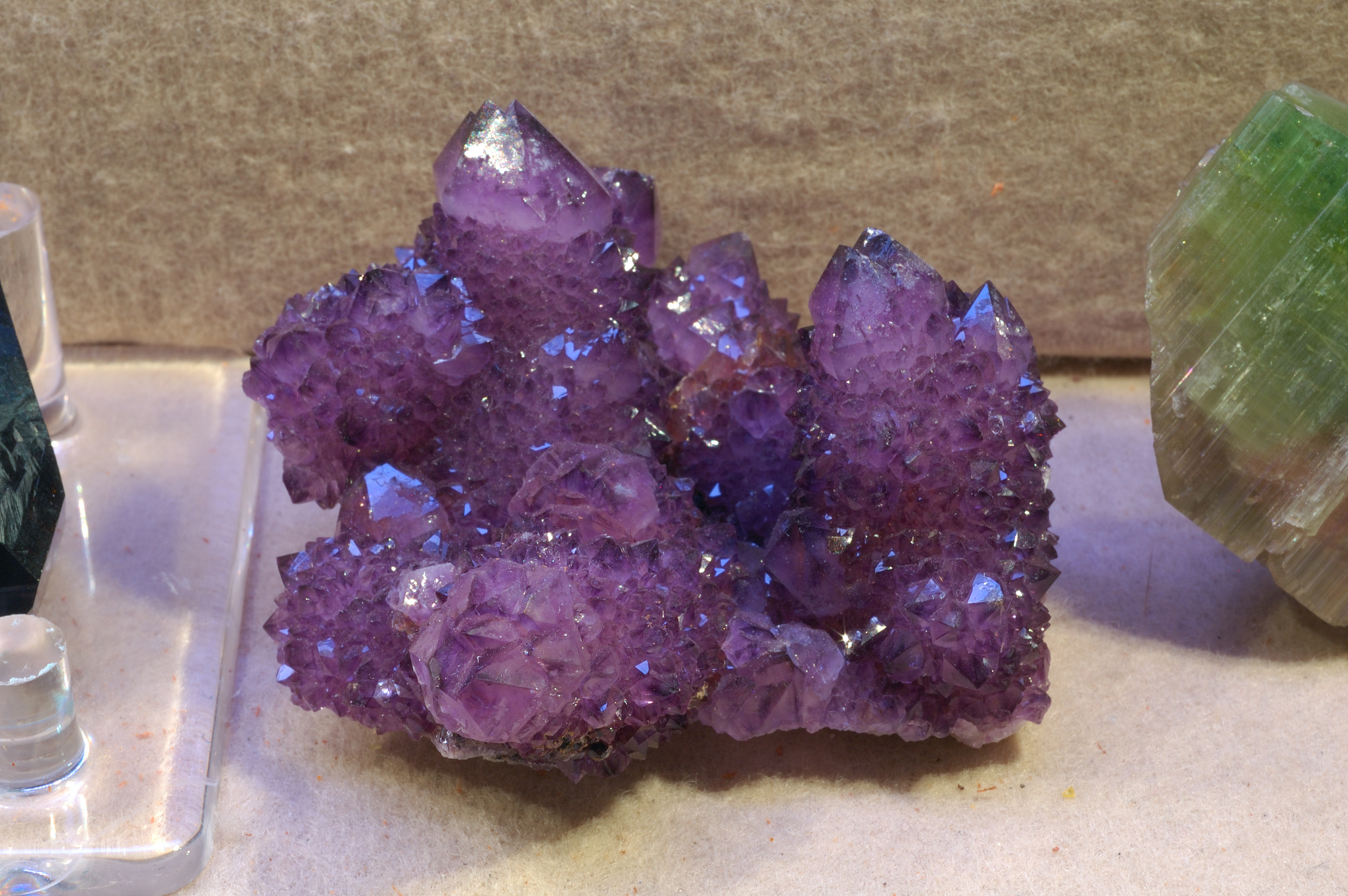
Mẫu Ametit trong bảo tàng

Ametit được sản xuất rất nhiều ở bang Minas Gerais, Brasil, nơi đây có rất nhiều tinh hốc lớn nằm trong đá núi lửa. Nó cũng được tìm thấy trong các mỏ ở Hàn Quốc. Mỏ ametit lộ thiên lớn nhất thế giới là Maissau, bang Lower Austria, Úc. Một số loại mã não của Brasil và Uruguay chứa nhiều tinh thể ametit bên trong. Ametit hạt nhỏ có ở Nga, đặc biệt gần làng Murzinka cách Ekaterinburg khoảng 120 km, ở đây xuất hiện tinh đám trong hốc đá granit. Một vài nơi ở Ấn Độ cũng có ametit. Zambia là một trong những nhà sản xuất ametit lớn nhất thế giới với sản lượng hàng năm đạt 1.000 tấn.
Ở Hoa Kỳ người ta cũng tìm thấy một vài nơi xuất hiện ametit nhưng các loại này không đủ để làm đồ trang sức. Trong số này cần phải kể đến là núi Amethyst, tiểu bang Texas; Vườn quốc gia Yellowstone; quận Delaware, Pennsylvania; quận Haywood, Bắc Carolina; Deer Hill và Stow, Maine. Chúng cũng được tìm thấy ở vùng hồ Superior. Ametit tương đối phổ biến ở Ontario và Nova Scotia, nhưng rất hiếm gặp ở những nơi khác tại Canada.

## Giá trị
Một số loại đá quý hiếm găp có giá được nhiều người biết đến như kim cương, xa-phia, hồng ngọc và ngọc lục bảo, trong khi đó ametit bị mất đi giá trị vì nó được tìm thấy rộng rãi ở nhiều nơi như ở Brasil. Ametit giá trị nhất (gọi là "Deep Russian") thì rất hiếm và giá trị của nó phụ thuộc vào nhu cầu của người sưu tầm nhưng nó vẫn được xếp sau xa-phia và hồng ngọc hạng nhất (xa phia Padparadscha hoặc hồng ngọc "pigeon's blood").
Ametit là biểu trưng cho tháng 2, là một trong các loại đá tượng trưng cho các tháng trong năm (birthstone). Nó cũng là biểu tượng thứ 12 Song Ngư, thứ 1 Bạch Dương, thứ 11 Bảo Bình và thứ 9 Nhân Mã. Những người sinh sau ngày 18 tháng 2 đeo ametit tượng trưng cho ngày sinh của và tướng mạo của họ. Nó là biểu tượng của sự thông thái, niềm đam mê và hành động về tôn giáo, tâm hồn. Các thành viên có chức vụ của Nhà thờ Công giáo ở Roma theo truyền thống đeo các chiếc nhẫn có các hạt ametit lớn.

## Chú dẫn
1. ↑  Nguyễn Ngọc Phách. Chữ Nho và Đời Sống Mới. Arlington, VA: Tổ hợp Xuất bản Miền Đông, 2004. Tr 287
2. ↑  “source”. Bản gốc lưu trữ ngày 10 tháng 4 năm 2008. Truy cập ngày 29 tháng 1 năm 2009.
3. ↑  (Nonnus, Dionysiaca, XII.380)
4. ↑  Klein Cornelis và Hurlbut Cornelius S., 1985 Manual of Mineralogy (after JD Dana) Ấn bản lần thứ 20, trang 441, John Wiley & Sons, New York
5. ↑  Cohen Alvin J., 1985, Amethyst color in quartz, the result of radiation protection involving iron', American Mineralogist, quyển 70, trang 1180-1185
6. ↑  “Quartz Page Twinning Crystals”. Truy cập ngày 28 tháng 5 năm 2007.